# His Mother's Hope
His Mother's Hope è un cortometraggio muto del 1912 diretto da Charles J. Brabin.

## Produzione
Il film fu prodotto dalla Edison Manufacturing Company.

## Distribuzione
Distribuito dalla General Film Company, il film - un cortometraggio in una bobina - uscì nelle sale cinematografiche degli Stati Uniti il 7 dicembre 1912. Venne distribuito anche nel Regno Unito il 12 marzo 1913.